# خورخي ألونسو
خورخي ألونسو مارتن (بالإسبانية: Jorge Alonso Martín)‏ (ولد في 5 يناير 1985 في سلامنكا) هو لاعب كرة قدم محترف إسباني، يلعب لنادي راسينغ سانتاندر في مركز خط الوسط.

## وصلات خارجية
- خورخي ألونسو على موقع قاعدة بيانات كرة القدم.إي يو (الإنجليزية)
- خورخي ألونسو على موقع Soccerway.com (الإنجليزية)
- خورخي ألونسو على موقع كووورة
- خورخي ألونسو على موقع AS.com (الإسبانية)

- Valladolid official profile (بالإسبانية)
- BDFutbol profile
- Futbolme profile (بالإسبانية)
- Transfermarkt profile